# 340071 Vanmunster
340071 Vanmunster è un asteroide della fascia principale. Scoperto nel 2005, presenta un'orbita caratterizzata da un semiasse maggiore pari a 2,3488697 UA e da un'eccentricità di 0,1437750, inclinata di 5,17223° rispetto all'eclittica.